# Euceros melanosoma
Euceros melanosoma là một loài tò vò trong họ Ichneumonidae.